# Interacció persona-ordinador
La interacció persona-ordinador o IPO és el conjunt dels mecanismes que permeten la relació entre un ordinador i l'usuari. L'estudi de l'IPO és una disciplina que estudia aquesta interracció i cerca millorar l'ergonomia i la productivitat i les maneres que aquesta influeix en les persones, les organitzacions i la societat. Aspira a millorar el confort i la seguretat així com reduir els errors. S'estudia tant el disseny del programari com del maquinari i s'observa de manera sistemàtica el procés entre l'humà i l'ordenador. És un estudi de natura multidisciplinària, com que la qualitat de l'interacció depèn de factors de psicològia, enginieria, ergonomia, lingüística, informàtica, disseny, biologia, neurofisiologia… 
Un concepte clau de l'IPO és l'estudi de l'usabilitat o el «grau d'eficàcia, eficiència i satisfacció amb què usuaris específics poden aconseguir objectius específics, en contextos d'ús específics» segons la definició de l'Organització Internacional per a la Normalització. Aquest no és pas un atribut universal: el producte ha de ser «usable» per al grup d'usuaris als quals es destinat: per exemple, els criteris per a un telèfon mòbil destinat a tothom seràn diferents d'una interfície d'assistència a intervencions quirúrgiques en un hospital. És un criteri empíric que es pot mesurar. També és un criteri que evoluciona amb el temps.

## Arrels històriques
La tecnologia està en els seus inicis, els ordinadors són grans màquines que processen comandos en llenguatge màquina en manera batch –l'operació s'organitza en grups o lots de treball–, amb llargs temps d'espera; l'entrada es realitza per targetes perforades i la sortida per impressores línia a línia; els usuaris són bàsicament els mateixos programadors.
La dècada dels 60 va ser crucial en el desenvolupament de la IPO per l'augment del nombre de persones que comencen a tenir accés a ordinadors i pel sorgiment de les xarxes que permetien la comunicació entre màquines i, per tant, entre usuaris. Els gràfics per computadora van néixer gràcies a la utilització del tub de raigs catòdics (CRT) i a les primeres utilitzacions del llàpis òptic. Això va dur a una de les personalitats més destacades d'aquella dècada, Ivan Sutherland, informàtic i científic nord-americà, l'aportació més significativa del qual va ser l'Sketchpad, un programari que va desenvolupar per a la seva tesi doctoral al Massachusetts Institute of Technology i que va canviar la manera com interactuen les persones amb els ordinadors. A més, hi va haver d'altres avenços també rellevants com ara els intents d'arribar a una simbiosi home-màquina (Licklider, 1960), un augment de l'intelecte humà (Douglas Engelbart, 1963) i el Dynabook i l'Smalltalk (Alan Kay i Adele Goldberg, 1977). A partir d'aquests avenços que s'iniciaren en la dècada dels seixanta en van sorgir les bases de la interacció persona-ordinador, com ara el ratolí, pantalles amb mapes de bits, ordinadors personals, la metàfora de l'escriptori, les finestres i els punters per clicar.
Encara que la incubació de la IPO es va produir anys enrere, podem considerar el 1969 una data clau en el sorgiment de la disciplina, ja que es va fer la primera trobada internacional i es va publicar la primera revista especialitzada: International Symposium on Man-Machine Systems i International Journal of Man-Machine Studies, respectivament.

Durant la dècada dels 70, la IPO comença a fer els primers passos com a disciplina científica amb la publicació de les primeres monografies. Sens dubte, però, el fet que va tenir més impacte tant en la IPO com en el desenvolupament de les tecnologies de la informació en general va ser la creació per part de la companyia Xerox del centre de recerca i desenvolupament Xerox PARC (Palo Alto Research Center). 

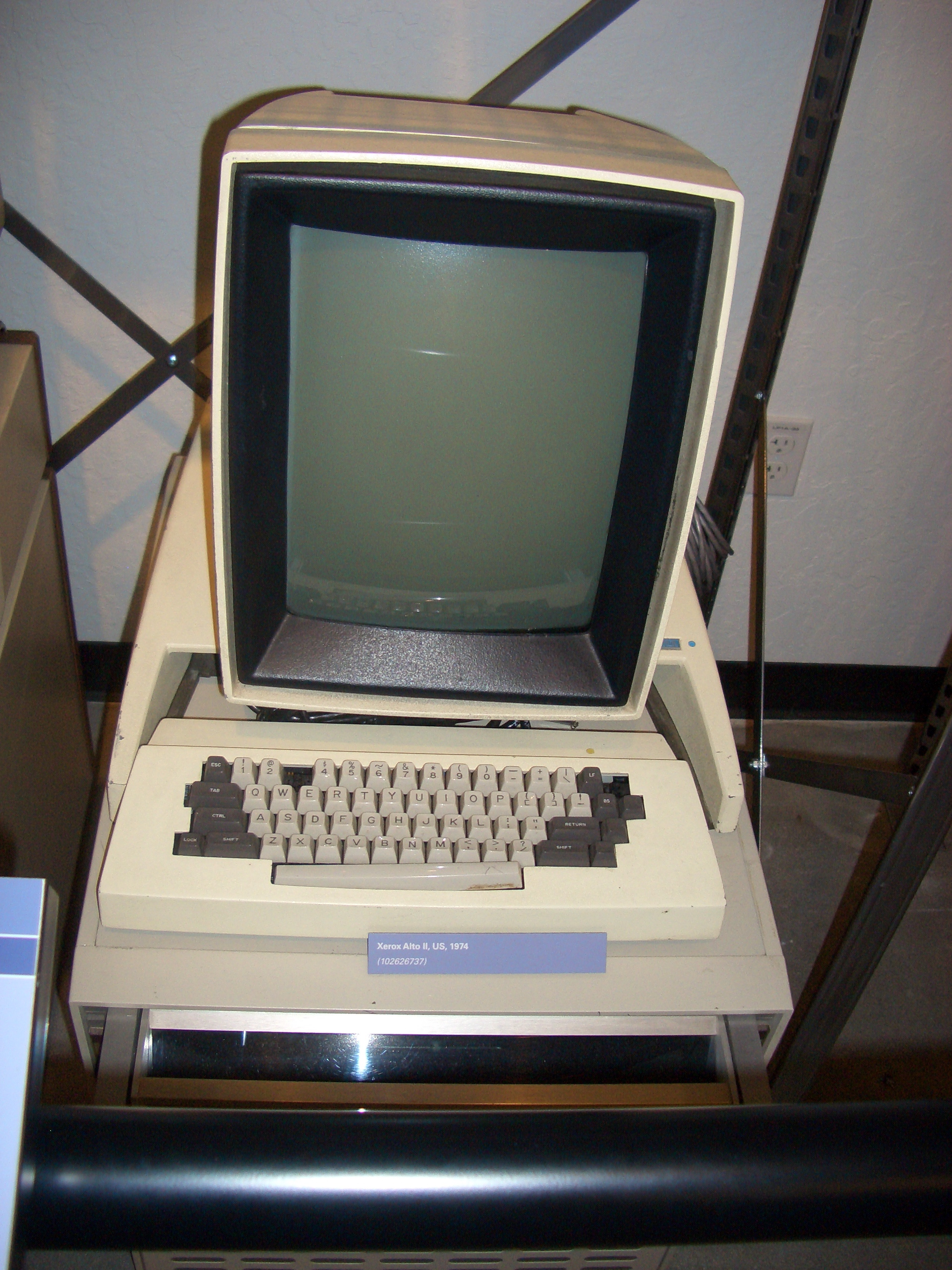
Xerox Alto

El 1973, al Xerox PARC, es va desenvolupar el Xerox Alto, primer ordinador personal que va incorporar una interfície gràfica d'usuari, va utilitzar la metàfora de l'escriptori, va incorporar aplicacions WYSIWYG i va utilitzar el model d'interacció WIMP, emprant com a dispositiu apuntador un ratolí (invent patentat per Douglas Engelbart anys enrere).
Durant la dècada dels 80, l'avenç de la informàtica i la disminució de costos de producció obren un mercat incipient per als ordinadors personals de consum. El context tradicional d'ús dels ordinadors fins a l'època (universitats, sector militar i empreses) queda ampliat forçosament a contextos i activitats més socials i civils, com la casa, les escoles o les biblioteques. A conseqüència d'això, l'usuari “mitjà” es diversifica cada vegada més pel que fa a habilitats, coneixements tècnics i necessitats. És una època molt rica en avanços teòrics; hi ha un ambient entusiasta en la disciplina i Palo Alto és el niu de creació de futures grans empreses informàtiques. La riquesa d'idees existent provoca que l'any 1982 es creu un grup d'interès especial sobre l’IPO en l’ACM (Association for Computing Machinery), l’ACM Sigchi (Special Interest Group on Computer–Human Interaction).
En la dècada dels 90 neix el World Wide Web. Aporta dues novetats: és una interfície centrada en el document i no en l'aplicació, que trenca els límits entre la informació local i la remota. Es massifica l'accés a la informació i es popularitza l'hipertext. En aquesta època el mercat comença a prendre vertadera consciència de la importància de la usabilitat en el desenvolupament de productes interactius i, a conseqüència d'això, es produeix una tangible professionalització de la IPO sota l'emblema de l'enginyeria de la usabilitat.

### Actualitat
En l'última dècada, s'han posat de manifest clarament les limitacions dels models cognitius arrelats en la disciplina. Tradicionalment, la recerca en IPO ha centrat l'estudi en el comportament racional de l'usuari, i ha deixat de banda el seu comportament emocional (estats afectius, estats d'humor i sentiments), i també la importància de l'estètica en aquest comportament. Per contra, s'ha començat a reconèixer en el si de la IPO que aquests aspectes emocionals tenen un paper fonamental en la interacció de l'usuari, ja que tenen un gran impacte en la motivació d'ús, la valoració del producte, els processos cognitius, la capacitat d'atenció i memorització, i el rendiment de l'usuari.
La ràpida expansió i evolució de la tecnologia en l'àmbit de les xarxes sense fil, els dispositius portàtils, la realitat virtual i la realitat augmentada entre d'altres, ocasiona la diversificació del perfil de l'usuari objectiu, de les activitats en que s'emmarca la interacció els usos que es dona a la tecnologia, els estils d'interacció i interfícies i els contextos d'ús.
Un exemple dels nous reptes a què s'enfronta la IPO és la computació ubiqua, que fa referència a un paradigma nou caracteritzat per l'omnipresència de tecnologia “invisible” en els nostres entorns. Si al començament de la informàtica la interacció predominant es donava entre un ordinador central (mainframe) i molts usuaris, i després, amb l'aparició dels ordinadors personals, la interacció va passar a ser comunament entre un ordinador i una persona, actualment cada vegada és més comuna la interacció entre una persona i molts ordinadors, ocults en multitud de dispositius i artefactes del nostre entorn.
Gràcies a l'abaratiment dels suports d'emmagatzematge i l'augment de l'amplada de banda de les connexions a Internet trobem la informàtica al núvol. En la informàtica al núvol, els programari i la informació s'emmagatzemen en servidors que podem accedir des de multitud de dispositius diferents ja que estan connectats a Internet. Aquesta informàtica facilita l'activitat de compartir informació i continguts amb altres usuaris, i crear i modificar continguts de manera col·laborativa.
La proliferació de dispositius amb pantalles tàctils i multitàctils està canviant la manera d'utilitzar la tecnologia. La IPO proposa nous models d'interfície i estils d'interacció que superin les limitacions dels models tradicionals.
El desenvolupament de l'usuari final estudia com els usuaris quotidians podrien, rutinàriament, adaptar les aplicacions a les necessitats pròpies i inventar noves aplicacions basades en l'entesa de les seves pròpies capacitats. Amb el seu coneixement profund, els usuaris podrien, cada cop més, ser fonts importants de noves aplicacions en espera de programes genèrics amb sistemes experts però poc domini.
La computació està passant dels ordinadors a qualsevol objecte en què es pugui aplicar. Els sistemes incrustats fan que l'entorn sigui viu amb petites computacions i processos automatitzats, des d'estris de cuina automatitzats fins a llums, bombetes i persianes automàtiques. La diferència que s'espera en el futur a l'addició de comunicació en xarxa que permetrà a moltes d'aquestes computacions incrustades coordinar-se amb altres i amb l'usuari. Les interfícies humanes per a aquests objectes incrustats seran, en molts casos, diferents de les estacions de treball apropiades.
En els darrers anys, hi ha hagut una explosió d'investigacions sobre ciències socials que se centraran en interaccions amb la unitat d'anàlisi. Moltes d'aquestes investigacions es dibuixen des de la psicologia, la psicologia social i la sociologia.
En les interaccions entre persones i ordinadors, hi ha, normalment, un buit semàntic entre el que persones i ordinadors entenen sobre els comportaments mutus. L'ontologia (informàtica), com a representació formal del domini específic del coneixement, es pot utilitzar per dirigir aquest problema, mitjançant la resolució d'ambigüitats semàntiques entre les dues parts.
En la interacció entre persones i ordinadors, les investigacions han estudiat com els ordinadors poden detectar, processar i reaccionar a les emocions humanes per desenvolupar sistemes d'informació emocionalment intel·ligents. El potencial de detectar emocions humanes de forma automàtica i digitalitzada recau en millores de l'efectivitat de la interacció persona-computadora. La influència de les emocions en aquesta interacció ha estat estudiada en camps com ara la presa de decisions financeres utilitzant ECG i en l'organització del compartiment de coneixement utilitzant seguiment d'ulls i lectors facials com a canals de detecció d'afecte. En aquests camps s'ha observat que aquests canals tenen potencial per detectar les emocions humanes i que els sistemes informàtics poden incorporar les dades obtingudes per millorar els models de decisió.

## Objectius
La interacció persona-computadora estudia la manera com els éssers humans fan o no ús d'artefactes, sistemes i infraestructures computacionals. A causa d'això, gran part de la recerca en aquest camp busca millorar la relació humà-ordinador millorant la usabilitat de les interfícies dels ordinadors.
És per això que gran part de la investigació en aquest camp se centra a:
- Mètodes per dissenyar noves interfícies d'ordinadors, i així optimitzar el disseny d'una propietat que es desitgi, com per exemple la capacitat d'aprenentatge o l'eficiència d'ús.
- Mètodes per implementar les interfícies, per exemple, per mitjà de biblioteques informàtiques.
- Mètodes per avaluar i comparar interfícies respecte a les seves propietats, com ara la seva usabilitat.
- Mètodes per estudiar lús dels ordinadors i les seves implicacions socioculturals.
- Models i teories sobre l'ús humà dels ordinadors, així com marcs de referència conceptuals per al disseny d'interfícies, com ara models d'usuari cognitivistes, la teoria de l'activitat o consideracions etnometodològiques sobre l'ús d'ordinadors en humans.[11]
- Perspectives que reflexionin críticament sobre els valors subjacents en el disseny computacional, l'ús d'ordinadors i la investigació de la interacció persona-computadora.[12]
- Sacrificis del disseny.

## Principals components
Els components fonamentals del sistema són l'usuari i l'ordinador.
L'ésser humà té una capacitat limitada de processar informació que s'emmagatzema en la memòria sensorial, la memòria a curt termini i la memòria a llarg termini. Un cop rebuda la informació, aquesta és processada a través del raonament i d'habilitats adquirides, com ara poder resoldre problemes o detectar errors. A tot aquest procés hi afectarà l'estat emocional de l'usuari, donat que influeix directament sobre les capacitats d'una persona. Tots els usuaris tenen habilitats en comú però hi ha altres que varien segons la persona.
La classificació dels diferents tipus d'usuaris està relacionada amb el tipus de dispositius d'interfície que poden confluir. Els dispositius són classificats d'entrada o de sortida segons si la seva funció és la de transmetre informació de l'usuari al producte (entrada) o del producte a l'usuari (sortida).
Els dispositius d'entrada transmeten informació de l'usuari al producte, capten i digitalitzen les dades introduïdes per l'usuari o per un altre dispositiu i les envien a l'ordinador per a ser processats. El teclat és el dispositiu d'entrada més comú en els ordinadors personals. La dimensió de les tecles, la distància entre unes i altres, i el recorregut o la pressió que cal exercir sobre la tecla són aspectes que influeixen significativament en l'ús d'un teclat. Els dispositius apuntadors, com el ratolí, són dispositius d'entrada que permeten a l'usuari introduir informació espacial. Els avenços tecnològics i ergonòmics de la tecnologia ajuden a proporcionar una experiència més gratificant a l'usuari. Les pantalles tàctils són dispositius de sortida que funcionen alhora com a dis- positius apuntadors d'entrada per mitjà del contacte directe amb la pantalla. Les pantalles multitàctils operen de la mateixa manera que un ratolí i es que l'úsuari pot seleccionar, apuntar i arrossegar informació mitjançant els dits.
Els dispositius de sortida tenen per funció transmetre informació del producte a l'usuari, mostren i projecten informació a l'exterior de l'ordinador. La majoria són per informar, alertar, comunicar, projectar o proporcionar informació a l'usuari. Les pantalles representen el dispositiu de sortida més impor- tant en la transmissió d'informació del producte a l'usuari. Amb l'abaratiment de la tecnologia, cada vegada resulta més freqüent trobar que incorporen pantalles com a dispositius de sortida com electrodomèstics comuns. La majoria de productes interactius ja no fan servir pantalles amb tecnologia CRT, sinó que se serveixen de pantalles amb tecnologies LCD, LED o PDP perquè comporta un consum elèctric més baix, una mida més petita i una qualitat d'imatge més bona. La posició de l'usuari respecte a la pantalla o la lluminositat de l'ambient no és la mateixa en tots els productes i contextos d'ús i això pot afectar la interacció de l'usuari cap a l'ordinador. Els productes interactius que incorporen dispositius de sortida d'àudio són nombrosos, com ara altaveus o auriculars. Aquests dispositius es poden fer servir per a transmetre contingut però també per a transmetre a l'usuari missatges o advertiments del sistema. Les impressores són un dispositiu de sortida que acostuma a estar permanent unida a la computadora per un cable.
Els ordinadors compten amb la memòria RAM a curt termini i discs magnètics i òptics a llarg termini. S'ha de tenir en compte que tenen una capacitat limitada amb relació directa amb el format del document o del vídeo. Els mètodes d'accés a la memòria poden suposar un ajut però, a vegades, també una trava per a l'usuari. L'ordinador tindrà un límit de velocitat en el processament, per altra banda afectarà la velocitat de processament el fet d'utilitzar una xarxa de treball o una altra.
És important que hi hagi una bona comunicació entre usuari i ordinador, per això la interfície ha d'estar dissenyada pensant en les necessitats de l'usuari. És de vital importància aquesta bona entesa entre les dues parts atès que sinó la interacció no serà possible.

## Principis de disseny
Per poder avaluar o dissenyar una interfície, s'han de tenir en compte els principis de disseny experimental següents.
- Fixar qui serà l'usuari/s i la seva tasca. Cal establir el nombre dusuaris necessaris per dur a terme les tasques i determinar quines serien les persones indicades. Una persona que mai no l'ha utilitzat i no la farà servir en el futur, no seria un usuari vàlid.
- Mesures empíriques. Seria molt útil dur a terme un testeig de la interfície amb usuaris reals, en la situació en què s'utilitzaria. No podem oblidar que els resultats es veuran alterats si la situació no és real. Caldria establir una sèrie d'especificacions quantitatives, que seran de gran utilitat, com podrien ser el nombre d'usuaris necessaris per fer una tasca, el temps necessari per completar-la i el nombre d'errors que es produeixen durant la realització.
- Disseny iteratiu. Un cop determinats els usuaris, les tasques i les mesures empíriques es torna a començar: es modifica el disseny, es testeja, s'analitzen els resultats i es torna a repetir el procés fins a obtenir la interfície desitjada.[15]

## Metodologia del disseny
Des del 1980, any en què va sorgir el concepte interactivitat persona-computador, han sorgit nombroses metodologies per al seu disseny. La majoria es basen en el fet que els dissenyadors han de captar com es duu a terme la interactivitat entre usuari i sistema tècnic. En aquest procés de disseny un fet a tenir en compte és el procés cognitiu de l'usuari, cosa que es veurà afectada per la memòria i l'atenció, d'aquesta manera si es fa una previsió s'aconseguirà un resultat molt més favorable. Els models més moderns se centren que hi hagi una retroalimentació, una comunicació, entre usuaris, dissenyadors i enginyers; així es pretén aconseguir que l'usuari obtingui l'experiència que realment vol tenir.
- Teoria de l'activitat: S'usa per definir el context on té lloc la interacció entre persones i ordinadors. Proporciona un marc de referència per raonar sobre accions en aquests contextos, eines analítiques en forma de llistes de tasques que els investigadors haurien de tenir en compte i pren part en el disseny d'interacció des d'una perspectiva centrada en l'activitat.[16]
- Disseny centrat en l'usuari (en anglès UCD, user-centred design): És un concepte modern, que s'està estenent molt. La seva filosofia parteix de la idea que lusuari és el centre del disseny, en qualsevol sistema computacional. Els usuaris, dissenyadors i equip tècnic treballen units amb l'objectiu d'articular allò que es desitja, que es necessita i conèixer les limitacions de l'usuari per crear un sistema adequat. Aquesta metodologia és similar a la del disseny participatiu, la qual emfatitza la possibilitat que els usuaris finals contribueixin amb el disseny del sistema.[17]
- Principis de disseny de la interfície d'usuari: Hi ha set principis que cal considerar en tot moment a l'hora de dissenyar la interfície d'usuari: tolerància, simplicitat, visibilitat, factibilitat, consistència, estructura i retroacció.

## Disseny de pantalles
Les pantalles són artefactes fabricats pels humans dissenyades per donar suport a la percepció de variables rellevants del sistema i facilitar-ne el processament. Abans de dissenyar una pantalla, cal definir la tasca que aquest realitzarà (per exemple, navegar, consultar, prendre decisions, aprendre, entretenir, etc.). Un usuari o operador ha de ser capaç de processar qualsevol informació que el sistema generi i exposi; aleshores, la informació s'ha d'exposar de manera que doni suport a la percepció, permeti estar al corrent de la situació i el seu enteniment.
Els principis de la percepció humana i el processament dinformació poden ser utilitzats per crear dissenys de pantalla efectius. Una reducció d'errors i de temps d'entrenament requerit i un increment de l'eficiència i de la satisfacció de l'usuari són alguns dels beneficis potencials que poden assolir mitjançant la utilització d'aquests principis.
Certs principi poden no estar aplicables a certs monitors o situacions. Alguns principis poden semblar conflictius i no hi ha una solució fàcil per dir si un principi és més important que un altre. Els principis han de ser adaptats a un disseny o una situació específica. Donar al blanc amb un balanç funcional sobre els principi és crític per a un disseny efectiu.

### Principis de percepció
1. Fer les pantalles llegibles (o audibles). La llegibilitat duna pantalla és crítica i necessària perquè sigui utilitzable. Si els caràcters o objectes que es mostra no es poden diferenciar, l'operador no en pot fer un ús efectiu.
2. Evitar límits absoluts de judici. No demaneu a l'usuari que determini el nivell de variables sobre la base d'una sola variable sensitiva (per exemple, color, mida, volum). Aquestes variables sensitives poden contenir diferents nivells possibles.
3. Processament top-down. Els senyals tendeixen a ser percebuts i interpretats d'acord amb els que s'espera basant-se en l'experiència de l'usuari. Si un senyal es presenta de forma contrària al que l'usuari espera, caldrà més evidències físiques per presentar aquest senyal i assegurar que s'entén correctament.
4. Millora per redundància. Si un senyal es presenta més duna vegada, és més probable que sentengui correctament. Això es pot fer presentant el senyal en diferents formes físiques (per exemple, color i forma, veu i imatge, etc.), cosa que no implica repetició. Un trànsit de llum és un bon exemple de redundància, ja que color i posició són redundants.
5. La similitud causa confusió. Utilitzar elements distingibles. Els senyals que s'assemblen tendeixen a ser confosos. La ràtio de característiques similars a característiques diferents produeix senyals similars. Per exemple, A423B9 és més semblant a A423B8 que 92 és a 93. Les característiques similars innecessàries haurien de ser eliminades i les diferents ressaltades.

### Principis del model mental
6. Principi del realisme pictòric. Una pantalla hauria de veure com les variables que representa (per exemple, alta temperatura en un termòmetre ensenyat amb un nivell vertical alt). Si hi ha diversos elements, aquests es poden configurar de manera que s'assembli a un ambient representat.
7. Principi de la part mòbil. Els elements mòbils s'haurien de moure en un patró i adreça compatibles amb el model mental de l'usuari de com s'hauria de moure al sistema. Per exemple, l'element mòbil en un altímetre s'hauria de moure cap amunt quan s'incrementi l'alçada.

### Principis basats en l'atenció
8. Minimitzar el cost daccés a la informació o cost dinteracció. Quan latenció de lusuari és desviada duna localització a una altra per accedir a la informació necessària, hi ha un cost associat entre el temps i lesforç. Un bon disseny de pantalla hauria de minimitzar aquest cost permetent que es pugui accedir a les fonts més freqüents a posicions properes. De tota manera, la llegibilitat adequada no s'hauria de sacrificar per reduir aquest cost.
9. Principi de la compatibilitat per proximitat. Dividir l'atenció entre dues fonts d'informació pot ser necessari per fer una tasca. Aquestes fonts han d'estar integrades i definides intel·lectualment per tenir una proximitat mental propera. El cost d'accés a la informació hauria de ser baix, cosa que es pot aconseguir de maneres diferents (per exemple, proximitat, relació mitjançant colors comuns, patrons, formes, etc.). De tota manera, la proximitat pot ser perjudicial causant massa desordre.
10. Principi de les fonts múltiples. Un usuari pot processar fàcilment informació de diverses fonts. Per exemple, la informació visual i auditiva es pot presentar simultàniament en comptes de presentar tota la informació de manera visual o auditiva.

### Principis de la memòria
11. Reemplaçament de la memòria amb informació visual: coneixement al món. Un usuari no hauria de necessitar retenir informació important només treballant la memòria o recuperant-la de la memòria a llarg termini. Un menú, una llista i una altra o una altra pantalla poden ajudar l'usuari facilitant l'ús de la memòria. De totes maneres, l'ús de la memòria pot beneficiar-lo eliminant la necessitat de referenciar el coneixement del món (per exemple, un operador informàtic expert utilitzarà les ordres directes de memòria en comptes de consultar-les en un manual. L'ús del coneixement al capdavant un usuari i el coneixement al món han d'estar equilibrats per a un disseny efectiu.
12. Principi de lajuda predictiva. Les accions proactives són, normalment, més efectives que les accions reactives. Una pantalla hauria d'intentar eliminar fonts que exigeixin tasques cognitives i reemplaçar-les amb tasques més fàcilment perceptibles per reduir l'ús de les fonts mentals de l'usuari. Això permet concentrar-se en condicions actuals i considerar les futures. Un exemple dajuda predictiva en un senyal de carretera mostrant la distància a una certa destinació.
13. Principi de consistència. Els vells hàbits d'altres pantalles es transfereixen fàcilment al suport del processament de pantalles noves si es dissenyen consistentment. La memòria a llarg termini de lusuari desencadenarà accions que espera que siguin adequades. Un bon disseny de pantalla ha dacceptar aquest fet i utilitzen la consistència sobre diferents pantalles.

## Conceptes fonamentals en IPO
Per generar una experiència satisfactòria a l'usuari, hi han conceptes i principis fonamentals implicats en el disseny de productes interactius.
La interacció és el procés recíproc de transferència d'informació entre l'home i l'ordinador, i inclou tant les accions implicades en aquest procés com els seus resultats. Aquesta interacció té lloc sobre el conjunt de dispositius de maquinari i el programari que possibiliten l'intercanvi de missatges i instruccions entre l'usuari i l'ordinador. Aquesta interacció té diversos passos:
- L'usuari determina la intenció d'aconseguir un objectiu.
- L'usuari converteix aquesta intenció en una acció que executa efectivament (per exemple, prem una tecla o fa clic sobre una opció de la interfície).
- L'acció produeix una sèrie de canvis en el sistema de l'ordinador, que l'usuari percep i interpreta.
- L'usuari avalua si aquests canvis són favorables per a la consecució de l'objectiu proposat.

Un concepte fonamental en la IPO és el dels estils d'interacció, que es refereixen a les diferents maneres en què l'usuari pot comunicar-se i interectuar amb el sistema.
En els sistemes d'indicadors d'ordres, l'usuari ha d'introduir per mitjà d'un indicador o prompt instruccions o ordres que es poden combinar amb paràmetres. Després d'introduir una ordre, el sistema avalua la instrucció i l'executa, o retorna un missatge d'error en cas que l'usuari hagi comès algun error en la instrucció.
Els sistemes de menús de selecció o navegació, el sistema presenta a l'usuari una llista d’elements o ordres possibles a cada moment i l'usuari només ha de triar l'opció o opcions que es corresponen amb el seu objectiu. Amb la finalitat d'ocupar menys espai en pantalla es van introduir els menús desplegables (pull-down) i emergents (pop-up).
Els formularis representen un estil d'interacció que utilitza la metàfora dels formularis clàssics de paper. En aquests formularis es presenten una sèrie de camps, amb les etiquetes d'aquests camps associades, que l'usuari ha d'introduir o completar. Els usuaris han de conèixer i comprendre les etiquetes i els seus possibles valors, el mètode d'introducció de dades i els errors que es puguin produir.
El sistema de diàleg basat en llenguatge natural es tracta d’un estil d'interacció de tendència i estudi actuals (principalment en el camp de la intel·ligència artificial i la lingüística). És difícil interactuar amb ordinadors (o altres productes) utilitzant el llenguatge natural encara que fa temps que es fa recerca sobretot en el camp de la intel·ligència artificial i la lingüística per aconseguir un llenguatge natural.
La manipulació directa és l'estil d'interacció que permet a l'usuari manipular i controlar físicament els elements presents en la interfície. El dissenyador crea una representació visual de l'entorn en el qual es mou l'usuari, incloent-hi la possibilitat de seleccionar, arrossegar o moure objectes, sent a més reversible les accions que s'han fet. En aquest estil d'interacció, tant l'estat del sistema com el resultat de les nostres accions han de ser visibles en tot moment.
- Interacció basada en icones: amb la finalitat de representar conceptes, el dissenyador de la interfície sol triar entre l'ús de paraules o l'ús d'icones. Una icona és un dibuix que representa un objecte, una acció, una propietat o un altre concepte. De vegades, el concepte després de la icona no sol ser reconegut, però una vegada après dona bon resultat.
- Interacció assistida: un agent és un programa que l'usuari no veu com una eina, sinó com un assistent en les seves tasques. Posseeix característiques associades a la intel·ligència humana, com la capacitat d'aprenentatge, inferència, adaptació, etc.

Aplicades al disseny de productes interactius, les metàfores pretenen facilitar l'ús i la comprensió d'interfícies emprant semblances amb objectes del món real. La funció i objectiu de la metàfora és afavorir la comprensió d'una situació desconeguda amb similituds que es poden establir respecte una realitat coneguda. Les metàfores són un recurs que pot ajudar a fer que la interfície resulti interpretable de manera intuïtiva, i conferir-hi així qualitat d'affordance.
Affordance és el conjunt de propietats d'un producte interactiu i els elements que el componen que hi confereixen qualitat autoexplicativa o intuïtiva, de manera que fan obvi i explícit com s'ha d'usar i amb quins objectius. Per assegurar la qualitat d'affordance s'apliquen diferents principis:
- Perquè el producte resulti usable i intuïtiu, les opcions, els continguts i les funcions més rellevants han de ser visibles per a l'usuari en tot moment. Pretén que el disseny resulti usable fent que les parts i opcions més rellevants estiguin visibles en tot moment.
- La retroacció té com a objectiu i necessitat informar l'usuari en tot moment del resultat de les seves accions sobre el producte.
- El mapatge mental és la relació entre les accions de l'usuari i el resultat obtingut. El mapatge natural es produeix quan l'usuari, basant-se en analogies del món físic o en convencions socioculturals, és capaç de predir sense error la funció de cada control i el resultat d'usar-lo.
- L'ús de restriccions és el principi que limita les accions possibles que pot dur a terme l'usuari per reduir la possibilitat que cometi errors condicionant les accions en cada moment.
- Els models mentals són representacions mentals que elaboren tant dissenyadors com usuaris sobre la manera com funcionen i es comporten els productes interactius (model del sistema) o sobre la manera com s'usen (model d'interacció).
- El disseny centrat en l'usuari comporta aplicar processos de disseny dirigits per l'usuari (les seves necessitats, objectius i coneixements), i també ocupar tècniques i mètodes de cerca i avaluació amb usuaris reals. És l'enfocament de disseny en forma de procés cíclic i iteratiu l'objectiu del qual és assegurar la usabilitat del producte, i focalitzar per a això el procés en l'usuari.

## Interfície de l'usuari
En informàtica, el concepte interfície fa referència a l'espai de comunicació o interacció entre components mitjançant sistemes d'entrada/sortida. Hi ha interfícies per a la comunicació entre maquinari, entre maquinari i programari i entre programari.
En la Interacció Persona Ordinador, la interfície d'usuari és el punt en el qual éssers humans i ordinadors es posen en contacte, transmetent-se mútuament tant informació, ordres i dades com a sensacions, intuïcions i noves formes de veure les coses. Però la interfície també pot ser una barrera a la comunicació en molts casos, perquè no és possible expressar les nostres intencions, perquè no tenim coneixement suficient de com expressar-ho o bé, per un mal disseny de la forma de realitzar una tasca.
Els dos grups principals d'interfícies són els coneguts com a interfícies d'indicadors d'ordres i interfícies gràfiques d'usuari o GUI.

### Interfícies d'indicadors d'ordres
En les interfícies d'indicadors d'ordres, l'usuari introdueix ordres en forma de cadenes de text (normalment utilitzant un teclat) i les respostes del sistema són de naturalesa exclusivament textual (en general per mitjà d'un monitor). Encara que es tracta d'un dels tipus d'interfícies amb més història, n'hi continua havent en multitud de sistemes. La raó és que, si bé l'ús al principi resulta bastant complex, ja que l'usuari ha d'aprendre les regles sintàctiques i semàntiques necessàries per a introduir instruccions, després de l'aprenentatge i amb la pràctica aquestes regles permeten una interacció molt eficient.

### Interfícies gràfiques d'usuari
A diferència de les interfícies d'indicadors d'ordres, les interfícies gràfiques d'usuari possibiliten un nombre més alt d'estils d'interacció, com seleccionar opcions en menús o emplenar formularis. Sens dubte, però, l'estil d'interacció més característic d'aquestes interfícies és la manipulació directa. Això significa que l'usuari pot seleccionar directament un element en la interfície (mitjançant un dispositiu apuntador, com el ratolí), el pot moure i canviar de lloc, minimitzar-lo o arrossegar-lo fins a un altre element perquè interactuïn. Per exemple, quan en l'escriptori del sistema operatiu arrosseguem un document fins a la paperera de reciclatge, l'eliminem; o quan l'arrosseguem fins a la finestra d'una aplicació, l'obrim amb aquesta aplicació.
Una altra de les diferències de les interfícies gràfiques d'usuari enfront dels indicadors d'ordres és que la sortida o resposta del sistema es produeix, com indica el nom, de manera gràfica. Així, a més de text, el sistema pot oferir a l'usuari informació en diversos formats, com gràfiques, fotografies, icones o diagrames.

## Disciplines relacionades amb la IPO
La IPO estudia la interacció entre persones i tecnologia i la manera de com el disseny regula aquesta relació.
La IPO es nodreix principalment del coneixement que genera la comunitat professional i científica de l'ergonomia (estudis antropomètrics, ergonomia cognitiva, etc.), i adapta aquest coneixement a les característiques l'informàtica.
L'evolució tecnològica i informàtica és la que ha condicionat l'evolució de la IPO com a disciplina i pràctica professional. Entre àrees de la informàtica que ajuden a la IPO destaquen l'enginyeria del programari, la intel·ligència artificial i la informació cognitiva. L'enginyeria del programari tracta sobre metodologies i principis per a desenvolupar programari de qualitat, i estudia la facilitat d'ús i la usabilitat, principalment amb l'aparició de les interfícies gràfiques d'usuari. La intel·ligència artificial tracta el desenvolupament de sistemes que emulen un comportament racional i intel·ligent que permet introduir elements que simulin aspectes del comportament humà. La informàtica cognitiva tracta de comprendre el funcionament de la ment humana per aconseguir reproduir un funcionament similar en ordinadors.
La psicologia és la font de coneixement més fiable per a predir o comprendre com actuen i reaccionen els usuaris davant els objectes interactius possibilitant conèixer com aprenen a usar el producte, com prenen decisions, com perceben la informació presentada o com comprenen i interioritzen la informació representada. La psicologia presenta metodologies i eines per avaluar el grau de satisfacció de les persones amb el disseny de la interfície.
La lingüística té un paper molt vinculat a la intel·ligència artificial ja que serveix per desenvolupar sistemes de processament del llenguatge natural. Ajuda sobre la manera com s'han de tractar els textos que componen les interfícies perquè l'usuari el comprengui i interpreti correctament cadascun dels elements. També serveix per analitzar i entendre l'usuari per mitjà de l'ús del llenguatge en entorns nous de comunicació com Internet.
Les àrees vinculades a la IPO i les ciències de la documentació són la recuperació d'informació i l'arquitectura de la informació. La recuperació d'informació tracta sobre la manera de millorar els algorismes i les interfícies que empren els sistemes de cerca, per a oferir d'aquesta manera resultats de recerca més satisfactoris a l'usuari. L'arquitectura de la informació tracta de l'organització, estructuració i classificació de continguts en entorns digitals (llocs web, intranets, CD interactius, etc.) amb la finalitat que els usuaris d'aquests continguts trobin i manegin la informació de manera fàcil, eficaç i eficient.
Fins que la tecnologia no ha evolucionat prou – en concret, pel que fa a la resolució i el color de les pantalles d'ordinador –, el disseny, i específicament el disseny gràfic, no ha comença a tenir un paper significatiu en el disseny de les interfícies d'usuari. S'ha compaginat el coneixement del disseny gràfic amb el de la psicologia de la percepció visual amb l'objectiu de millorar la manera de projectar i compondre interfícies gràfiques usables, estètiques i agradables visualment.
La sociologia és una altra font de coneixement utilitzada en la IPO per comprendre i predir el factor humà de la interacció. Aquesta ciència aporta diverses tècniques que permeten estudiar l'usuari i el seu comportament social. Les grans companyies recluten antropòlegs per comprendre millor als seus clients i dissenyar productes que reflecteixin millor les tendències culturals.

## Diferències amb altres disciplines
La interacció persona-computadora difereix d'altres factors humans i de l'ergonomia, ja que s'enfoca més als usuaris treballant específicament amb ordinadors, en comptes d'altres tipus de màquines o artefactes. A més, també hi ha un interès en com implementar els mecanismes de programari i maquinari per donar suport a la interacció persona-ordinador. Així, factors humans és un terme molt ampli; interacció persona-ordinador podria definir-se amb factors humans dels ordinadors – encara que alguns experts intentes diferenciar aquestes àrees.
La interacció persona-ordinador també difereix dels factors humans en què hi ha menys interès en les tasques i procediments repetitius, i molt menys èmfasi en l'estrès físic o el disseny industrial de les interfícies d'usuari, com ara teclats i ratolins.
Tot i així, hi ha tres àrees d'estudi que se superposen força a la interacció persona-computadora. La gestió de la informació personal estudia com les persones adquireixen i usen informació personal per completar tasques. En el treball cooperatiu assistit per ordinador, l'èmfasi està ubicat a l'ús de sistemes informàtics per donar suport al treball col·laboratiu. Els principis de la gestió de processos de negoci estén el camp anterior al nivell organitzatiu i es poden implementar sense ordinadors.

## Aplicacions

### Educació
Actualment, l'ús dels recursos TIC és molt necessari a tots els nivells educatius. En aquest sentit hi ha un problema, ja que encara que molts docents sí que s'esforcen per incorporar aquests recursos de forma activa en la seva professió, hi ha molts altres casos en què això no passa. Això es pot deure, ja que el disseny del model educatiu dels centres en què participen no ho contempla (manca de recursos, manca de flexibilitat per aplicar nous mètodes, manca de reconeixement a les persones que els apliquen...) o bé que, moltes vegades, els coneixements dels professors en aquest àmbit són molt limitats (això es pot deure a una resistència al canvi, rebuig a la innovació o exigència de dedicació que no estan disposats a acceptar), arribant, de vegades, a ser menors que els que tenen els alumnes.
En aquest sentit, la tecnologia pot ser molt útil perquè aquests processos siguin molt més fàcils de fer i aplicar a l'educació gràcies a la personalització, l'analítica, la mobilitat o els enfocaments socials, per exemple. Això, però, sempre hauria d'anar acompanyat de l'acció de professionals docents, ja que no s'ha d'entendre la millora de la interacció persona-computadora com a substitut de l'acció humana.

### Discapacitat
Quan van aparèixer els primers ordinadors, es van començar a fer modificacions perquè aquests fossin accessibles i útils per a persones amb discapacitat. Tot i això, aquestes adaptacions van quedar obsoletes amb l'avenç de la tecnologia a causa de la incapacitat d'adaptar-les als nous dispositius informàtics. Des d'aleshores, s'han anat fent intents en el camp de la interacció persona-computadora després d'observar el seu potencial en l'ajuda a persones discapacitades, i algunes han arribat a ser utilitzades també per la resta d'usuaris perquè també en faciliten l'ús dels ordinadors. De tota manera, segueix havent-hi facilitats, com la traducció simultània a llengua de signes, que segueixen sent utòpiques.
Alguns dissenyadors també s'han pronunciat sobre aquest tema posant èmfasi en la necessitat de crear dissenys que siguin, d'entrada, accessibles per a tothom perquè les noves tecnologies no suposin una nova dificultat en les vides de persones amb discapacitats. Encara que no obliden que hi ha determinats usuaris que sempre necessitaran dissenys amb característiques especials per garantir-ne l'accessibilitat. Per això, els usuaris amb necessitats especials haurien de poder participar en el procés de disseny perquè s'hi adapti el màxim possible.
Els diferents òrgans de govern també s'han adonat d'aquestes necessitats i, motivats per l'acció de les associacions de persones amb discapacitat, han impulsat diverses mesures que s'han vist sobretot als Estats Units ia Europa. Alguns d'aquests són el TIDE, a nivell europeu, que, encara que no ha complert les expectatives al mercat, ha ajudat a visibilitzar aquests usuaris i crear consciència sobre les seves necessitats. A Espanya s'ha impulsat el PITER (Projecte Integrat de Tecnologia de la Rehabilitació) que ha tingut efectes semblants.

## Associació Interacció-Persona Ordinador
L'AIPO és una associació professional oberta a totes les persones interessades en la Interacció Persona-Ordinador, creada en el període 1998-1999 a través de l'Escola Tècnica Superior d'Informàtica de la Universidad Autónoma de Madrid. Des de la seva creació ha apostat per formar i ajudar la societat especialitzada en aquest ambit amb diverses xerrades o congressos com el darrer a Lisboa, l'any 2012. Els seus objectius son promoure i difondre la Interacció Persona-Ordinador, per altra banda, vol servir de vincle amb els científics i professionals que desenvolupen activitats en aquest àmbit.